# Künstlergruppe 50
Am 7. August 1950 wurde die Künstlergruppe 50 (auch Gruppe 50 bzw. anfangs Künstlergruppe 1950) in Wiesbaden von Künstlern gegründet, die den Anspruch erhoben, „mit der oder gegen die Zeitströmung zu beweisen, dass es möglich ist, als eine Gruppe von Individualisten (...) erfolgreich, lebendig und kreativ zusammenzuhalten.“

## Geschichte
Die Künstlergruppe 50 bestand anfangs aus Mitgliedern des Berufsverband Bildender Künstlerinnen und Künstler (BBK) Wiesbaden, die im Jahr 1950 eine eigene Gruppierung bildeten.

### Gründungsmitglieder
Gründungsmitglieder waren u. a. die Malerin und Galeristin Christa Moering, Christian Bausch, der Maler Paul Sarnowski und der Maler Heinz-Rudi Müller.

### Selbstverständnis
Die Gruppe 50 wurde gegründet, „um ein neues Kunstleben (...) zu schaffen“ und „der Vermengung künstlerischer Tätigkeit mit wirtschaftlichen Rücksichten (...) eine Absage“ zu erteilen, sowie „nach dem Terror des Dritten Reichs“ und der „propagandistischen Vereinnahmung des gleichgeschalteten Kultur (...) das kulturelle Vermögen der einzelnen Menschen neu zu entdecken“ (Werner Durth, 1988). Hierbei sollte „ein hohes Maß an rein künstlerischem Streben und Verantwortungsgefühl (...) den Zusammenhalt der Mitglieder (fördern) und das Niveau ihrer Ausstellungen bestimmen“ (Paul Sarowski, 1960). Es war den Gründungsmitgliedern wichtig, die Offenheit gegenüber der individuellen künstlerischen Entfaltung, jedem Stil und jeder Technik zu betonen. In die Satzung der Gruppe 50 wurde deswegen der Satz „Die Gruppe ist richtungsmäßig nicht gebunden“ aufgenommen (Bruno Russ).

### Regionaler Bezug
Über die Jahre ist der Bezug der Künstler zur Stadt Wiesbaden immer erhalten geblieben: „Die Künstlergruppe 50 ist eine Stadtgruppe. Sie lebt aus der Stadt und in der Stadt“ und ist hierdurch „ein Teil des kulturellen Lebens von Wiesbaden geworden“. Der Bezug zu Wiesbaden dürfe allerdings nicht dahingehend missverstanden werden, dass „nur an Ausstellungen mit Werken hiesiger Künstler gedacht (werde), sondern auch die befruchtende Wirkung der Berührung mit in- und ausländischer Kunst der Gegenwart“ einen Schwerpunkt bilde.

### Gegenwärtige Situation
Unter den 16 Mitgliedern befinden sich Künstler verschiedener Stilrichtungen und Techniken: „Abstraktionen stehen neben Gegenständlichem, Malerei und Radierung ergänzen sich mit Computer-Graphik und Plastik“.

## Ausstellungen
vgl.
- 1951: Atelierräume Filmstudio Borchmann, Wiesbaden, Nerostraße
- 1952: Brunnenkolonnaden, Wiesbaden
- 1953: Brunnenkolonnaden, Wiesbaden
- 1960: Nassauischer Kunstverein im Landesmuseum Wiesbaden[4]
- 1968: Atelier Moering
- 1975: Deutsche Klinik für Diagnostik, Wiesbaden (Katalog)
- 1976: Brunnenkolonnaden, Wiesbaden
- 1976: Kommunale Galerie Schlangenbad
- 1976: Studio M, Bamberg
- 1977: Brunnenkolonnaden, Wiesbaden
- 1977: Forum Naurod, Wiesbaden
- 1978: Brunnenkolonnaden, Wiesbaden
- 1978: Kurfürstliche Burg, Eltville
- 1979: Museo San Telmo, San Sebastian
- 1980: Dresdner Bank, Wiesbaden
- 1980: Magistratssaal, Braunfels
- 1981: Brunnenkolonnaden, Wiesbaden
- 1981: Kommunale Galerie Schlangenbad
- 1982: Bundeshaus Bonn[4]
- 1983: Brunnenkolonnaden, Wiesbaden
- 1983: Kunstkabinett Isabe von Sonntag, Mühlheim
- 1984: Brunnenkolonnaden, Wiesbaden
- 1984: Villa Clementine, Wiesbaden
- 1986: Brunnenkolonnaden, Wiesbaden
- 1986: Museo San Telmo, San Sebastian
- 1986: Wilhelm-Kempff-Haus, Naurod
- 1988: Atelier Moering, Wiesbaden
- 1988: Kunststation Kleinsassen (Katalog)
- 1989: Haus zum Stein, Mainz
- 1990: Steinsaal im Landesmuseum Wiesbaden (Katalog)
- 1991: Domaula, Naumburg
- 1992: Galerie Neuffer, Essen-Werden
- 1993: Anna-Achmatova-Museum, Sankt Petersburg
- 1993: Dresdner Bank, Wiesbaden-Biebrich
- 1993: Rathaus-Galerie, Wiesbaden (Leporello)
- 1994: Rathaus, Bad Hersfeld
- 1996: Rathaus-Galerie, Wiesbaden
- 1997: Haus zum Stein, Mainz
- 1997: Kreishaus, Hofheim
- 1998: Dresdner Bank, Wiesbaden
- 1998: Rathausfoyer, Mainz
- 1999: Zentralbibliothek, San Sebastian
- 2000: Dresdner Bank, Wiesbaden (Katalog)
- 2002: Kreishaus, Hofheim
- 2003: Rathaus-Galerie, Wiesbaden
- 2005: Projektbüro Stadtmuseum, Wiesbaden
- 2007: Annenkapelle, Görlitz
- 2007: Projektbüro Stadtmuseum, Wiesbaden
- 2010: Rathaus Galerie, Wiesbaden (Katalog)
- 2010: Stadthaus Klagenfurt (Katalog)
- 2012: Kunstakademie Breslau, Polen
- 2013: Rathaus-Foyer Mainz
- 2014: City-Hall, Istanbul-Fatih, Türkei
- 2015: Jubiläumsausstellung 65 Jahre, Rathaus-Foyer, Wiesbaden
- 2016: Ausstellung Kirche St. Niklas, Gent, Belgien
- 2018: Ausstellung Atelierhaus Berlin Kreuzberg
- 2020: Ausstellung sam Wiesbaden (Stadtmuseum am Markt, mit Katalog)
- 2024: Tunbridge Wells
- 2025: Jubiläumsausstellung 75 Jahre Künstlergruppe50 Wiesbaden, Kunsthaus Wiesbaden   (Katalog)

## Veröffentlichungen
- 1975: 25 Jahre  Katalog der Gruppe 50 Wiesbaden zum 25- jährigen Bestehen, Wiesbaden
- 1988 Katalog zur Ausstellung in der Kunststation Kleinsassen
- 1990: 40 Jahre  Katalog der Gruppe 50 Wiesbaden zum 40-jährigen Bestehen, Wiesbaden
- 2000: 50 Jahre  Katalog der Gruppe 50 Wiesbaden zum 50-jährigen Bestehen, Wiesbaden
- 2010: 60 Jahre  Katalog der Gruppe 50 Wiesbaden zum 60-jährigen Bestehen, Wiesbaden
- 2020: 70 Jahre  Katalog der Gruppe 50 Wiesbaden zum 70-jährigen Bestehen, Wiesbaden
- 2025:75 Jahre  Katalog der Gruppe 50 Wiesbaden zum 75-jährigen Bestehen, Wiesbaden
- 2023 Ricarda Peters, "Emporio del Sale" ISBN  9 783000 748301 HG: Künstlergruppe50 Wiesbaden

## Mitglieder
vgl.
(Stand ~ 2025, ggf. unvollständig)
(† = bereits verstorben)
- Norbert Bednarz (†)
- Christian Bausch (†)
- Peter Bernhard
- Swantje von Bismarck
- Godula Bornheim (†)
- Egon Altdorf (†)
- Petra von Breitenbach
- Gisela Cherdron (†)
- Renate von Christen (†)
- Frank Deubel
- Eleonore Deubler-Mersmann (†)
- Ernst Dostal (†)
- Ellianne Dinnendahl
- Susan Geel
- Joan Draxler
- Edgar Ehses (†)
- Roman R. Eichhorn
- Alois Erbach (†)
- Anne Esser (†)
- Alois Ewen
- Bettina Flössner (†)
- Bettina Gelhard-Reeh
- Arnold Gorski
- Gisela Großhaus (†)
- Richard Herber (†)
- A. Husser (†)
- Jupp Jost (†)
- Erich Kaatz (†)
- Iris Kaczmarczyk
- Georg K. Kalb (†)
- Oskar Kolb (†)
- Gerdi Kolb-Lieglein (†)
- H. Köster (†)
- Karl Leller (†)
- Helmut Lippert Mitglied bis 2021
- Stefan Lochmann
- Peter Lörincz (†)
- Johannes Ludwig Mitglied bis 2020
- Boros-RomanLudovic (†)
- Wolff Mirus Mitglied bis 1982
- Michael Moering (†)
- Christa Moering (†)
- Heinz-Rudi Müller (†)
- Wolfgang Ost (†)
- Isanna von Perbandt
- Ricarda Peters  (†)
- Dagmar Piesker Mitglied bis 2000
- Emily von Poser (†)
- Horst Reichard
- Franz Ruzicka (†)
- Paul Sarnowski (†)
- Peter Schermuly (†)
- Werner Schreib (†)
- Dietrich Schüler (†)
- Ruth Spahr-Mühlendyck (†)
- Tom Sommerlatte
- Gustl Stark (†)
- Gabriele Strecker
- Marguerite Stolanova (†)
- Gerda Stryi (†)
- Myriam Topf-Bernstorff (†)
- Hans Wagner (†)
- Rudolf Weber (†)
- Jacqueline Weigand (†)
- K. Zoberbier (†)